# Europäische Akademie für Soziologie
Die Europäische Akademie für Soziologie (EAS) ist eine Organisation europäischer Wissenschaftler mit Fachkenntnissen in vielen verschiedenen Bereichen der Soziologie und einem gemeinsamen Anliegen für hohe Qualitätsstandards für soziologische Forschung und Lehre. Derzeit (Stand: 2023) hat die Akademie 42 gewählte Mitglieder (wie Irena Kogan, Diego Gambetta, und Lars-Erik Cederman) und 16 emeritierte Mitglieder (wie John Goldthorpe, Anuška Ferligojund Hartmut Esser).

## Geschichte
Die EAS wurde im Jahr 2000 in Paris gegründet und Raymond Boudon war ihr erster Präsident. Nachfolgende Präsidenten waren Peter Hedström, Werner Raub, Frank Kalter und Emmanuel Lazega. Die derzeitige Präsidentin ist Lucinda Platt (Stand: 2023).

## Mission
Die Europäische Akademie für Soziologie hat sich zum Ziel gesetzt, strenge Qualitätsstandards für Forschung und Lehre in der Soziologie zu fördern und aufrechtzuerhalten, die Bürgern, politischen Entscheidungsträgern, Geldgebern der Forschung und Studieninteressierten dabei helfen, hervorragende Forschungs- und Lehrprogramme zu identifizieren. Zu diesem Zweck sind die Mitglieder bereit, ihre Dienste für internationale Akkreditierungs- und Evaluierungsgremien anzubieten.
Die Akademie vergibt jährlich zwei Preise zur Anerkennung herausragender Forschungsleistungen in der Soziologie: einen Preis für herausragende Publikationen (seit 2005) und den Raymond Boudon Award for Early Career Achievement (seit 2016). Der Gewinner des Raymond Boudon Award wird eingeladen, auf der Jahrestagung der Akademie einen Vortrag zu halten, und ein oder mehrere Mitglieder und/oder eingeladene Wissenschaftler halten weitere Vorträge. Einige dieser Vorträge wurden im European Sociological Review veröffentlicht.

## Gewinner der Raymond Boudon Award
Die folgenden Wissenschaftler haben den Raymond Boudon-Preis erhalten:
- 2016: Delia Baldassarri, New York University und Bocconi University
- 2017: Arnout van de Rijt, European University Institute
- 2018: Christoph Stadtfeld, ETH Zürich
- 2019: Ozan Aksoy, University College London
- 2021: Dominik Hangartner, ETH Zürich
- 2022: Kristian Bernt Karlson, University of Copenhagen
- 2023: Yuliya Kosyakova, Institut für Arbeitsmarkt- und Berufsforschung und Bamberg University